# Mnesipenthe eximia
Mnesipenthe eximia är en fjärilsart som beskrevs av Max Joseph Bastelberger 1908. Mnesipenthe eximia ingår i släktet Mnesipenthe och familjen mätare. Inga underarter finns listade i Catalogue of Life.